# La Carbonada
La Carbonada es una localidad argentina ubicada en el Departamento Santa María, provincia de Córdoba. Se encuentra 4 km al oeste de la Ruta Nacional 9, entre la localidad de Toledo y la ciudad de Córdoba.
Es un barrio carenciado, habitado por peones rurales quienes se dedican a la recolección de papas, zanahorias y los cortaderos de ladrillos. Los campos de la zona son muy ricos, pero además de la pobreza la villa carece de agua potable, energía eléctrica ni gas. Las comunas de Córdoba y Toledo discuten acerca de a quien le corresponde otorgar los servicios en dicho barrio, siendo provistos provisoriamente por Toledo. En 2010 sus habitantes reclamaron que no se instale un basural en las inmediaciones.

## Población
Cuenta con 207 habitantes (Indec, 2010), lo que representa un incremento del 200% frente a los 69 habitantes (Indec, 2001) del censo anterior.
| Gráfica de evolución demográfica de La Carbonada entre 1991 y 2010 |
|                                                                    |
| Fuente: Censos nacionales del INDEC                                |